# Pinnacle One
Le Pinnacle One est un gratte-ciel de 200 mètres construit en 2015 à Chengdu en Chine.